# جون شابمان (سياسي)
جون شابمان (بالإنجليزية: John Chapman)‏ هو قاضي وسياسي أمريكي، ولد في 18 أكتوبر 1740 في الولايات المتحدة، وتوفي في 27 يناير 1800. حزبياً، نشط في الحزب الفيدرالي الأمريكي. وقد انتخب عضو مجلس نواب بنسيلفانيا وانتخب عضو مجلس النواب الأمريكي.